# Luis Viale
Luis Viale (Chiavari, provincia de Génova, 1815 - Río de la Plata, 24 de diciembre de 1871) fue un comerciante italiano, uno de los fundadores del Hospital Italiano de Buenos Aires, famoso por su heroica participación durante el naufragio del vapor América, en el cual perdió la vida.

## Biografía
Descendía de una distinguida familia italiana, algunos de cuyos miembros se habían radicado o frecuentaban Argentina, como su hermano Bartolomé, establecido en Corrientes desde la segunda década de 1800, donde se casó con Candelaria Montiel, perteneciente a una de las más antiguas familias correntinas.
En 1852, en Corrientes, advirtió desde el muelle sobre el río Paraná, que la corriente se llevaba a un tal Francisco Giménez. Se quitó entonces la levita y se arrojó al río logrando salvarlo.
Viale llegó a la localidad de San Nicolás de los Arroyos en 1857, dedicándose a las actividades comerciales donde prosperó rápidamente, asociado a su hermano con quien había establecido sucursales en Paraguay, Corrientes y en Buenos Aires, quedando él y sus sobrinos al frente de los negocios tras fallecer Bartolomé en 1867.
Fue uno de los hombres más cultos y distinguidos que tuvo San Nicolás, vinculándose a la banca e integrando la corporación municipal en 1860. Tres años después funda una "Sociedad de Socorros Mutuos" de la colectividad italiana, en la que ocupó la primera presidencia y que antecede a la denominada “Unione e Fratellanza”. Fue también venerable de la masonería local “Unión y Amistad”.
Su actuación en Buenos Aires fue también muy lúcida. En 1863 reunía en su casa a los fundadores del Hospital Italiano del Río de la Plata y fue uno de los iniciadores del Banco de Italia y Río de la Plata, con sede en la Capital Federal, institución que abrió sus puertas el 1º de agosto de 1872 y desapareció en 1984. Viale hubiera sido el primer presidente del banco, si la fatalidad no se hubiese puesto de por medio, pereciendo en el naufragio del vapor América, en el año 1871, en aguas del Río de la Plata. Su viaje a Montevideo lo motivó la salud de su sobrino Aurelio, a quien el dr. Pedro Díaz de Vivar recetara baños de mar. Viale tuvo la intención de embarcarse en el "Villa del Salto" pero al momento de retirar sus pasajes se encontró con el doctor Ignacio Gómez, quien en compañía de don Juan Martín, amigos comunes de Viale, habían tomado pasajes en el "América" lo que determinó a este a viajar en el mismo vapor, para encontrar la muerte tan digna en las aguas del Río de la Plata.
Corazón grande y generoso, su actitud en el "América" -el 24 de diciembre de 1871- de salvar la vida de una madre, la señora Carmen Pinedo de Marcó del Pont, sacrificando la suya, tiene más de un precedente en su vida.
Paseando un día por el muelle de esta ciudad, vio a un hombre que se había caído al agua. Viale se echó inmediatamente al río, volviendo momentos después con el caído. En 1859, junto con otros compatriotas presidía una entidad que se proponía defender la ciudad, ante el avance de las fuerzas invasoras.
Durante la epidemia de fiebre amarilla, después de llevar a los suyos al pueblo de Moreno regresó a Buenos Aires para dedicarse al cuidado de los enfermos.
El doctor Manuel Quintana, gran admirador de la memoria de Viale, decía de él: “La probidad, la dignidad y la bondad, en sublime Luis Viale, que ha ennoblecido a la humanidad al sacrificar su vida para salvar a la ajena, entrando a las regiones de la inmortalidad”.
Don Luis Viale era de un gran sencillez, de carácter enérgico, muy ilustrado y de una educación esmerada. Parco en el hablar, cuando lo hacía se expresaba en forma muy correcta y amable. Su fisonomía y su figura reflejaban sus dotes morales. De alta estatura, distinguido en su porte y sus modales, era de frente ancha y nariz aguileña, tez blanca y pálida, cabellos y ojos negros, barba ligeramente rubia, mirada penetrante.
Murió a los 56 años de edad.
La justicia póstuma fue amplia para con Viale: existe un monumento en la Avenida Costanera de Buenos Aires; un busto en la Logia Masónica de San Nicolás y una gran lápida de mármol en el panteón italiano del cementerio de San Nicolás. Una calle de Buenos Aires lleva su nombre y también una avenida en San Nicolás.